# Левон III
Левон III (арм. Լևոն Գ, 1236—1289) (коронован как Левон II) — король Киликийской Армении (1269-1289) из династии Хетумянов. Старший сын короля Хетума I и королевы Изабеллы Рубинян.

## Биография

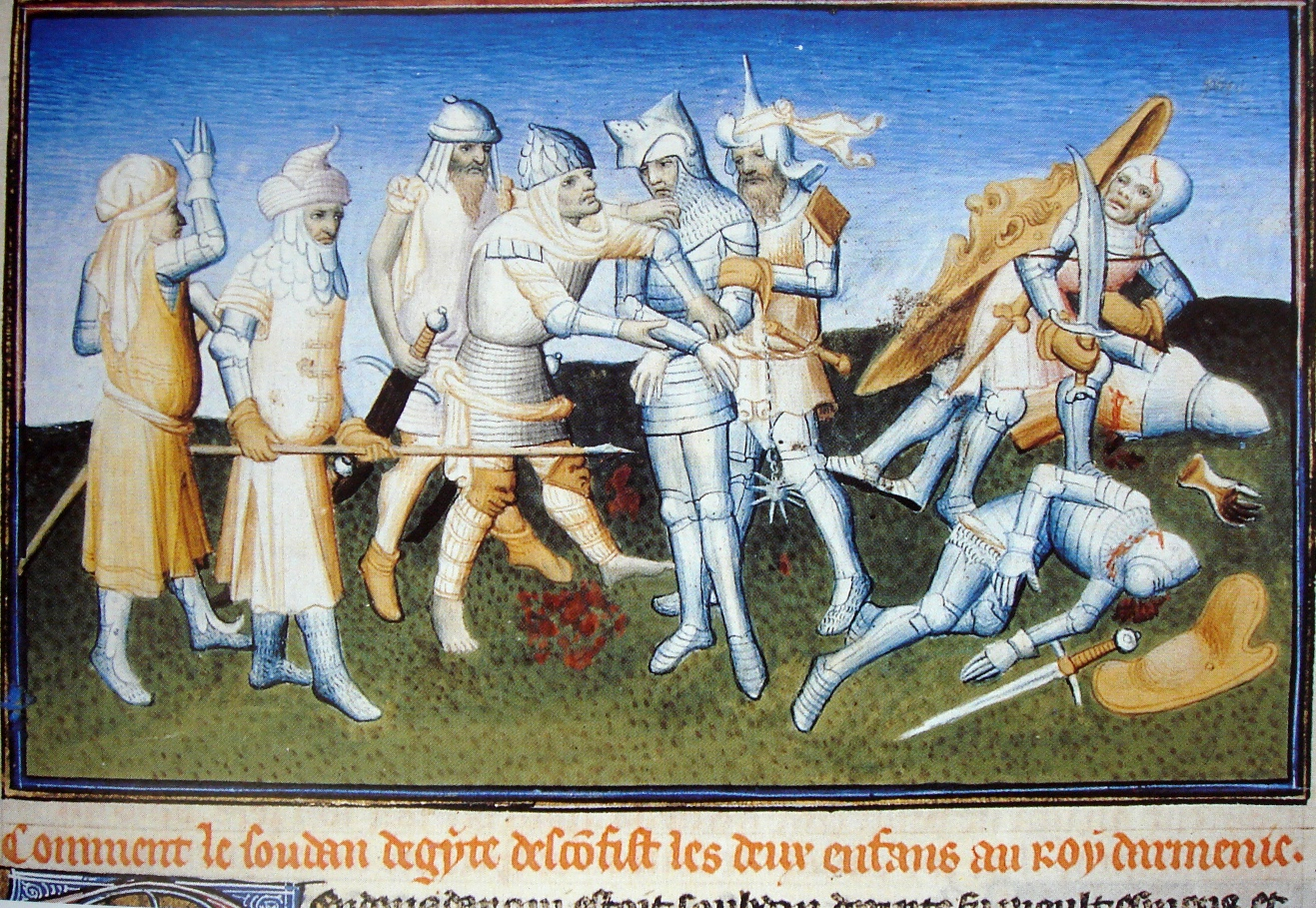
Мамлюки побеждают армян при Мари. Принц Торос убит (справа внизу), принц Левон — захвачен в плен (в центре)

Левон родился в 1236 году, являлся старшим из шестерых детей Хетума I и Изабеллы.
В 1256 году царь Хетум посвятил 20-летнего Левона в рыцари и сделал своим соправителем.
В 1262 году Левон женился на Керан (Кир Анна — «Леди Анна») дочери князя Хетума Ламбронского.
24 августа 1266 года армянские войска были разбиты мамлюками в битве при Мари, принц Торос погиб, а Левон попал в плен. Мамлюки разорили страну до Аданы, предали огню столицу Сис, увели в плен множество народа.
Хетум I пойдя на некоторые уступки и заплатив большой выкуп сумел добиться освобождения сына.
В 1269 году Хетум отрёкся от престола в пользу сына, в городе Тарс состоялась коронация Левона III а его отец удалился в монашество и скончался через год в 1270 году.
Новый король, Левон был известен как благочестивый царь, посвященный христианству. Он способствовал активным торговым отношениям с Западом за счет обновления торговых соглашений с итальянцами и создания новых с каталонцами. Он также стремился укрепить альянс с монголами.
В 1271 году, Марко Поло побывал в армянском портовом городе Айас и положительно отозвался о царствовании Левона и изобилии страны, хотя он и упоминает что его вооружённые силы были деморализованы.
В первые годы правления Левона Киликия находилась в политически неблагоприятном состоянии. С юго-востока стране грозили давние враги киликийцев — мамлюки, с севера Конийский султанат а союз с Хулагуидами фактически представлял собой лишь формальность так как те были заняты защитой своих северных и восточных границ и не могли оказать должную помощь армянам.
В 1275 году войска египетских мамлюков снова вторглись в Киликию однако в битве при Сисе войска Левона под руководством Смбата Спарапета разгромили египтян. В войнах с мамлюками Левон одержал победу и в 1276-м. После успехов в войнах с Конийским султанатом Левон присоединился к монголам в их вторжении в Сирию. Война с переменными успехами продолжалась до 1285 года когда между Египетским Султанатом и Киликийской Арменией был подписан 10-летний мирный договор.
Внутренняя политика Левона способствовала экономическому и культурному подъему страны. В 1271-м были обновлены торговые соглашения с венецианскими а в 1288 году генуезскими торговцами. При Левоне чеканились золотые, серебряные и медные монеты которые находились в обращении и за пределами Киликии. Под покровительством Левона находились выдающиеся деятели искусства, такие как например Вардан Великий, Степанос Орбелян, Ованес Ерзнкаци, Ваграм Рабуни, Торос Рослин и другие.
Левон III умер в 1289 году, его преемником стал сын, Хетум II.

## Семья
Жена: Керан
дети:

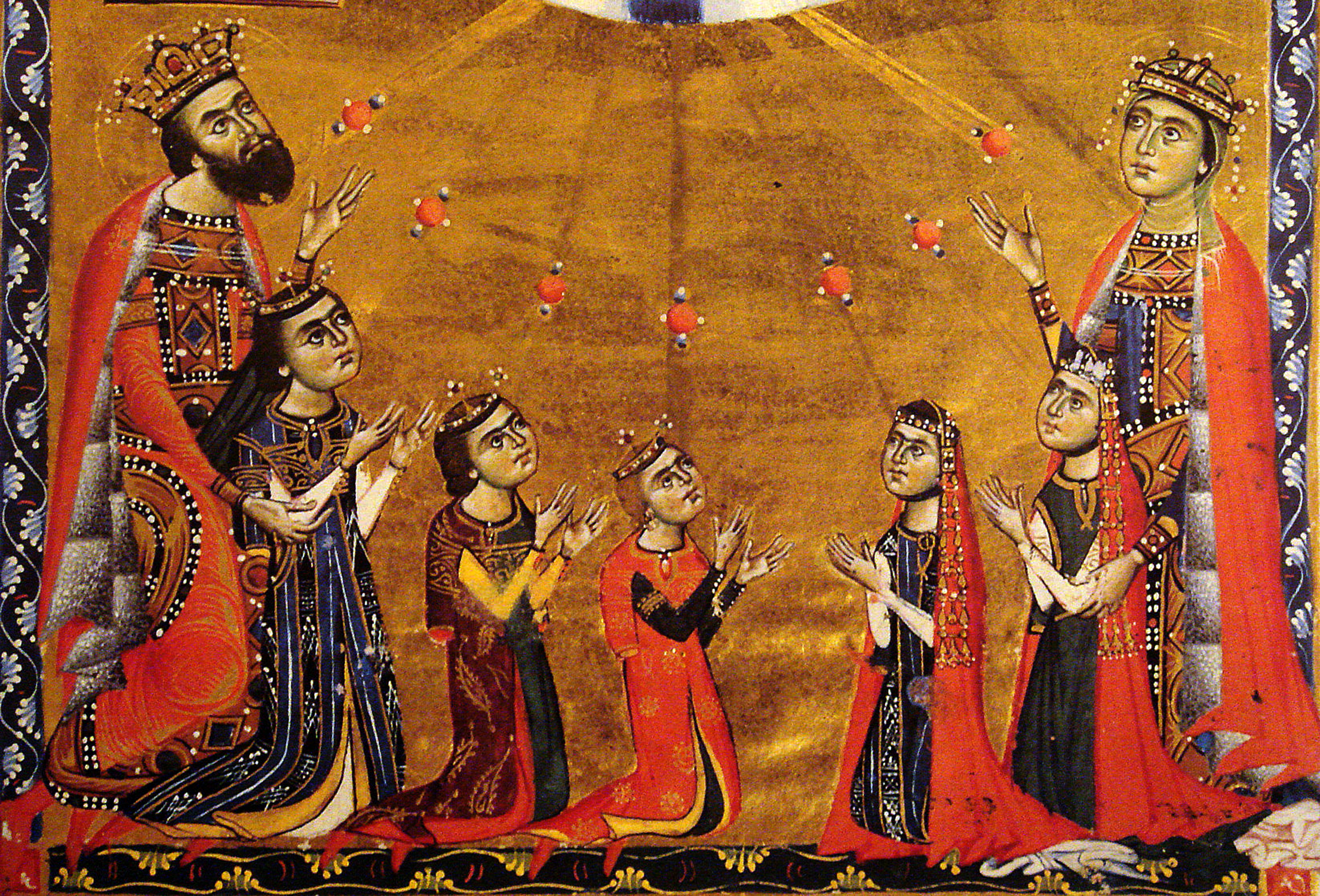
Король Левон III со своей женой королевой Керан и детьми

- 1. неизвестный сын (1263/64 — † в детстве)
- 2. Констандин (1265 — † детстве)
- 3. Евфимия (Фими) (1266/67 — † в детстве)
- 4. Хетум II (1266 — † 1307)
- 5. Изабелла (Забел) (1269/70 — † после 1273)
- 6. Торос III (1270 — † 1298)

ж. — Маргарита Лузиньян (1276 – † 1296)
- 7. Рубен (1272/73 — † в детстве)
- 8. Изабелла (Забел) (1273/74 — † после 1276)
- 9. Смбат (1277 — † 1308)

ж. — монгольская принцесса (? – † ?)
- 10. Изабелла II (Забел II) (1276/77 — † 1323)

м. — Амори Тирский (1272 – † 1310)
- 11. Костандин II (1277/78 — † после 1308)
- 12. Рита II (1278 — † 1333)

м. — Михаил IX Палеолог (1277 – † 1320)
- 13. Феофано (Феодора) (1278/79 — † 1296)
- 14. Нерсес (1279/80 — † 1301)
- 15. Ошин (1283/84 — † 1320)

ж. — Изабелла Корикоская (1277 – † 1320)
ж. — Джованна Тарентская (? – † 1323)
- 16. Алинах (1283/84 — † 1310)

## Иллюстрации

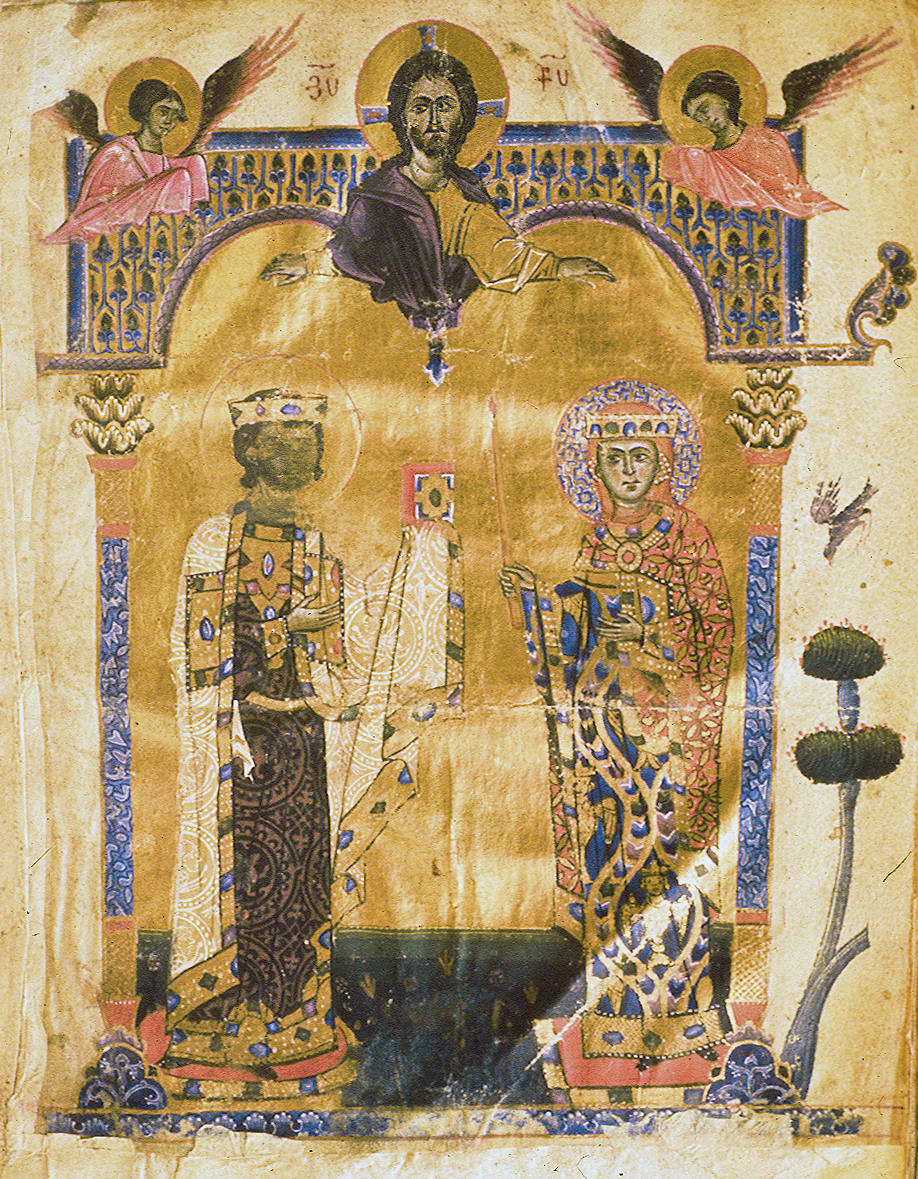
Портрет Левона и Керан (автор Торос Рослин, 1262 г.)
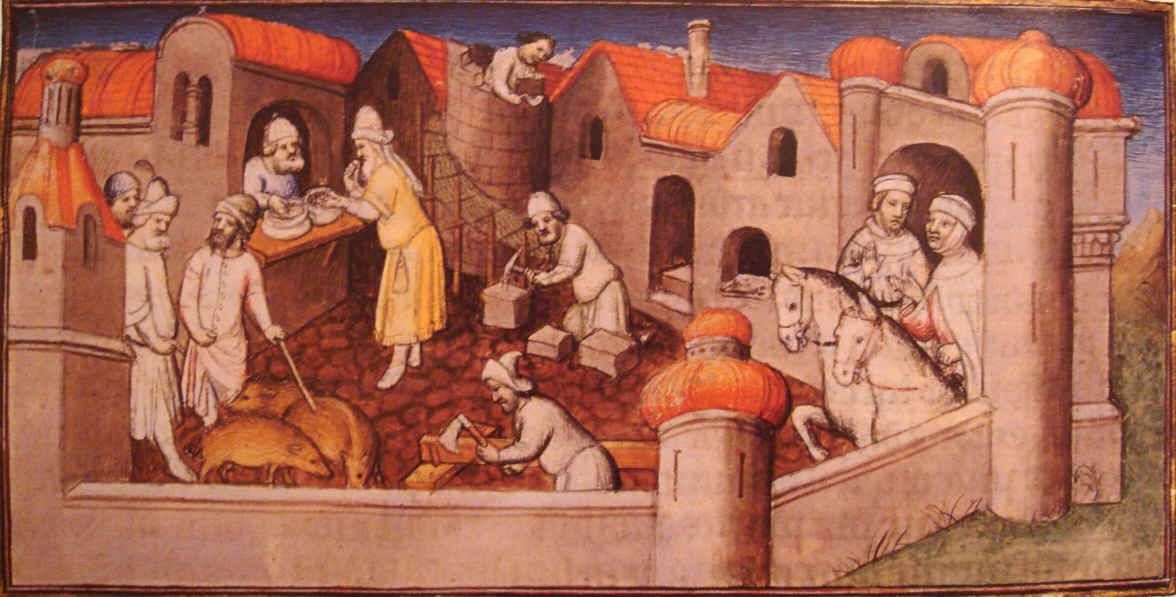
Прибытие братьев Поло в Айас, иллюстрация из книги Le Livre des Merveille (XV в.)
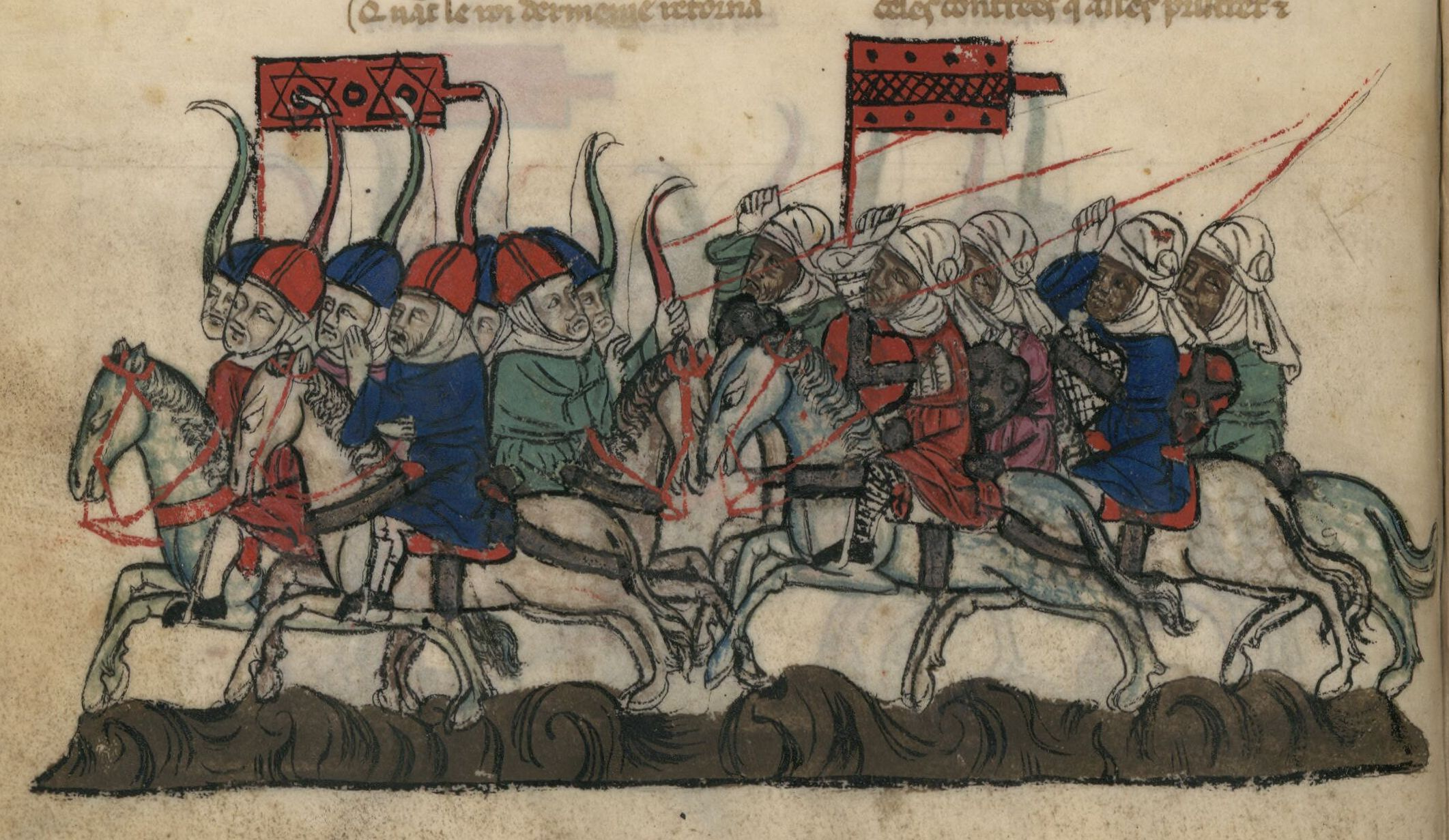
Армянские и монгольские войска против мамлюков (Хомсская битва, 1281г.)